# Johann Christian von Stramberg

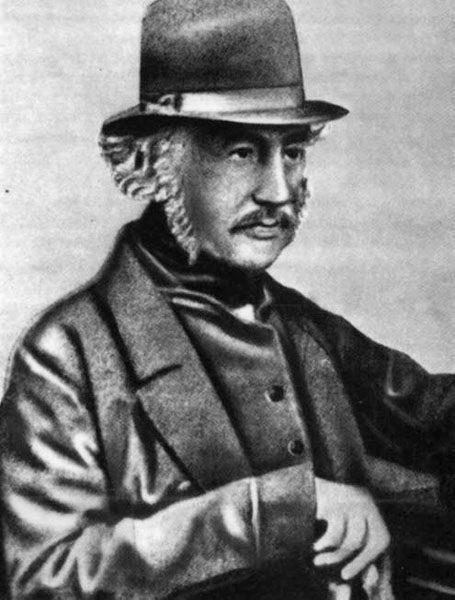
Porträt von Johann Christian von Stramberg, Stadtarchiv Koblenz

Johann Christian Hermenegild Joseph Franz de Paula Benjamin Stramberger von Grosberg (* 13. Oktober 1785 in Koblenz; † 20. Juli 1868 ebenda) war ein deutscher Historiker und Buchautor. Berühmt wurde er vor allem durch sein Werk „Rheinischer Antiquarius“.

## Leben
Johann Christian von Stramberg wurde am 13. Oktober 1785 in Koblenz geboren. Sein Vater war der aus Österreich stammende Hofgerichtsassessor und Notar Joseph Stramberger von Großberg (1742–1829), seine Mutter war Maria Franziska von Gaerz (1755–1808).
Er studierte nach dem Besuch des Gymnasiums in Koblenz ab 1803 in Erlangen und bald darauf in Paris die Rechts- und Staatswissenschaften, wobei er ebenfalls einen Fokus auf Fremdsprachen und Geschichte setzte. 1810 trat er in den Dienst in der Verwaltung des Rhein-Mosel-Departements. Mit Unterstützung seiner Behörde verfasste er sein erstes Werk „Topographische Beschreibung des Cantons Rheinbach“, das er 1816 fertigstellen konnte.
Als seine Haushälterin Maria Luzia Bozen ein Kind von ihm erwartete, heirateten sie Anfang des Jahres 1818. Diese nicht standesgemäße Ehe brachte ihn in seinem Umfeld in Schwierigkeiten, umso mehr, da er selbst sich zu den streng gläubigen und konservativen Katholiken zählte. Die Ehe hielt jedoch, sie brachte vier weitere Kinder hervor.
Als er im Jahre 1843 den ersten Band des „Rheinischen Antiquarius“ vollendete, erzielte er damit nicht die erhofften Verkaufszahlen, so dass die weitere Finanzierung in Gefahr geriet. Einer seiner wenigen Leser war Levin Schücking (1814–1883), damals Kulturredakteur der „Kölnischen Zeitung“. Er machte durch Berichte in seiner und anderen Zeitungen auf den Antiquarius aufmerksam, so dass die Leserzahl doch unverhofft stieg und Stramberg weitere Bände verfassen konnte.
Von Stramberg zog sich immer weiter zurück, um sich seinem Lebenswerk zu widmen, zumal er nach einer Fußverletzung schlecht gehen konnte und ein Hautkrebs sein Gesicht zusehends verunstaltete. Er starb am 20. Juli 1868 in Koblenz. 

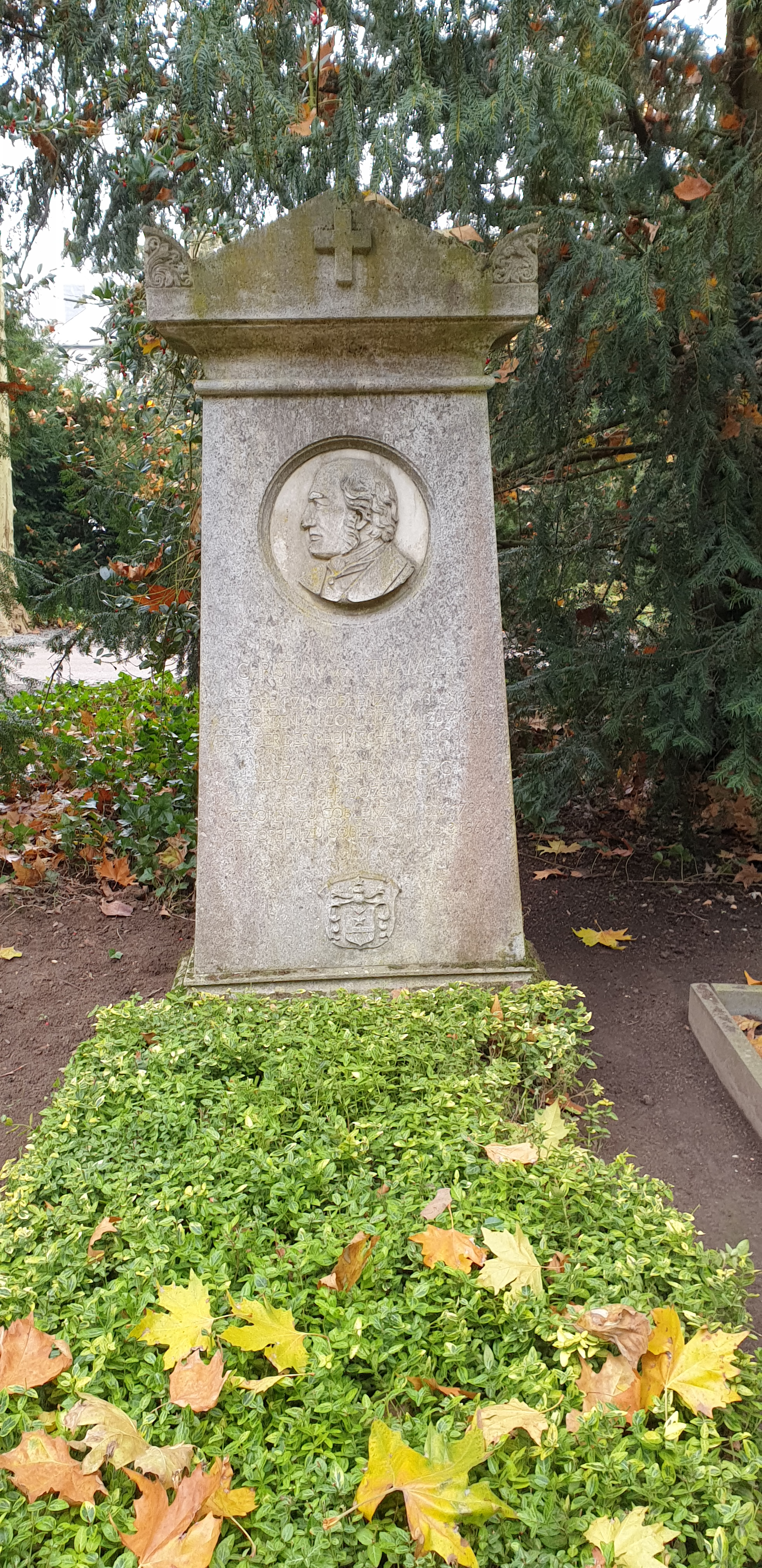
Grab Christians von Stramberg auf dem Koblenzer Hauptfriedhof

## DerRheinische Antiquarius
Der volle Titel dieses 39 Bände umfassenden Werkes lautet: Denkwürdiger und nützlicher Rheinischer Antiquarius, welcher die wichtigsten und angenehmsten geographischen, historischen und politischen Merkwürdigkeiten des ganzen Rheinstroms von seinem Ausfluß in das Meer bis zu seinem Ursprunge darstellt, von einem Nachforscher in historischen Dingen.
Titel und Pseudonym borgte sich Stramberg bei Johann Hermann Dielhelm aus, dessen Denkwürdiger und nützlicher Rheinischer Antiquarius, welcher die Wichtigsten und angenehmsten geograph- histor- und politischen Merkwürdigkeiten des ganzen Rheinstroms, Von seinem Ursprung an samt allen seinen Zuflüssen, bis er sich endlich nach und nach wieder verlieret, darstellet. Nebst einer kurzen Beschreibung der vornehmsten Städte in Holland. Von einem eifrigen Nachforscher In Historischen Dingen in zwei Bänden erstmals 1739–40 in Frankfurt am Main erschien und 1744 und 1776 zwei weitere Auflagen erlebte. In den Anfangsbuchstaben von „In Historischen Dingen“ verbergen sich Dielhelms Initialen.
Stramberg befasst sich, wie es der Titel schon andeutet, hier mit den um das Rheinufer herum gelegenen Orten und beschreibt verschiedenste Gegebenheiten, die in diesen Orten vorliegen. Großen Wert legt er hier darauf, möglichst alle dieser Gegebenheiten wiederzugeben. Ob es sich dabei nun um Sagen oder wahre Geschichten, Gerüchte oder Anekdoten handelt, ist oftmals schwer nachzuvollziehen, da er nur selten seine Quellen preisgibt. Der narrative Stil, in dem sein Werk verfasst ist, macht es dem Leser des Weiteren schwer, seinen Berichten zu folgen; oftmals weicht er stark vom eigentlichen Thema ab. Ein Register fehlt völlig. Trotzdem ist sein Werk bis heute eine wertvolle Fundgrube für Heimatforscher, es wurden viele Einzelheiten zu bestimmten Orten niedergeschrieben, die sonst in Vergessenheit geraten wären.
Bei der Erstellung des Antiquarius waren viele Mitarbeiter beteiligt. Bekannte Namen unter diesen waren beispielsweise der Archivar Leopold von Eltester (1822–1879), Julius Wegeler (1807–1883) und Anton Joseph Weidenbach (1809–1871). Herausgegeben wurden die Bücher von dem Koblenzer Verleger Rudolph Friedrich Christian Hergt.
Die Vollendung seines Werkes war Stramberg nicht möglich, er kam – von Koblenz ausgehend – nicht über Köln hinaus. Der letzte Band, den er verfasste, war der 14. Band der III. Abteilung. In den Jahren 1869 bis 1871 nach Strambergs Tod verfasste Anton Joseph Weidenbach noch fünf Bände zum Antiquarius. Mit Weidenbachs Tod im Jahr 1871 kam das Unternehmen zum Erliegen.

## Werke
1. Abth.: Coblenz, die Stadt.
- Rheinischer Antiquarius, Abteilung I, Band 1 (1851) in der Google-Buchsuche
- Rheinischer Antiquarius, Abteilung I, Band 2 (1853) in der Google-Buchsuche
- Rheinischer Antiquarius, Abteilung I, Band 3 (1854) in der Google-Buchsuche
- Rheinischer Antiquarius, Abteilung I, Band 4 (1856) in der Google-Buchsuche

2. Abth.: Mittelrhein
- Rheinischer Antiquarius, Abteilung II, Band 1 (1845) in der Google-Buchsuche = Ehrenbreitstein, Feste und Thal.

- Das Rheinufer von Coblenz bis zur Mündung der Nahe 
- Rheinischer Antiquarius, Abteilung II, Band 2 (1851) in der Google-Buchsuche
- Rheinischer Antiquarius, Abteilung II, Band 3 (1853) in der Google-Buchsuche = Lahn
- Rheinischer Antiquarius, Abteilung II, Band 4 (1854) in der Google-Buchsuche
- Rheinischer Antiquarius, Abteilung II, Band 5 (1856) in der Google-Buchsuche
- Rheinischer Antiquarius, Abteilung II, Band 6 (1857) in der Google-Buchsuche
- Rheinischer Antiquarius, Abteilung II, Band 7 (1858) in der Google-Buchsuche
- Rheinischer Antiquarius, Abteilung II, Band 8 (1859) in der Google-Buchsuche
- Rheinischer Antiquarius, Abteilung II, Band 9 (1860) in der Google-Buchsuche

- Der Rheingau
- Rheinischer Antiquarius, Abteilung II, Band 10 (1861) in der Google-Buchsuche
- Rheinischer Antiquarius, Abteilung II, Band 11 (1863) in der Google-Buchsuche
- Rheinischer Antiquarius, Abteilung II, Band 12 (1864) in der Google-Buchsuche
- Rheinischer Antiquarius, Abteilung II, Band 13 (1865) in der Google-Buchsuche
- Rheinischer Antiquarius, Abteilung II, Band 14 (1866) in der Google-Buchsuche
- Rheinischer Antiquarius, Abteilung II, Band 15 (1867) in der Google-Buchsuche

- Das Nahethal
- Rheinischer Antiquarius, Abteilung II, Band 16 (1869) in der Google-Buchsuche
- Rheinischer Antiquarius, Abteilung II, Band 17 (1870) in der Google-Buchsuche
- Rheinischer Antiquarius, Abteilung II, Band 18 (1870) in der Google-Buchsuche
- Rheinischer Antiquarius, Abteilung II, Band 19 (1870) in der Google-Buchsuche
- Rheinischer Antiquarius, Abteilung II, Band 20 (1871) in der Google-Buchsuche

3. Abth.: Das Rheinufer von Coblenz bis Bonn
- Rheinischer Antiquarius, Abteilung III, Band 1 (1853) in der Google-Buchsuche
- Rheinischer Antiquarius, Abteilung III, Band 2 (1854) in der Google-Buchsuche
- Rheinischer Antiquarius, Abteilung III, Band 3 (1856) in der Google-Buchsuche
- Rheinischer Antiquarius, Abteilung III, Band 4 (1857) in der Google-Buchsuche
- Rheinischer Antiquarius, Abteilung III, Band 5 (1858) in der Google-Buchsuche
- Rheinischer Antiquarius, Abteilung III, Band 6 (1859) in der Google-Buchsuche
- Rheinischer Antiquarius, Abteilung III, Band 7 (1860) in der Google-Buchsuche
- Rheinischer Antiquarius, Abteilung III, Band 8 (1861) in der Google-Buchsuche
- Rheinischer Antiquarius, Abteilung III, Band 9 (1862) in der Google-Buchsuche
- Rheinischer Antiquarius, Abteilung III, Band 10 (1864) in der Google-Buchsuche
- Rheinischer Antiquarius, Abteilung III, Band 11 (1865) in der Google-Buchsuche
- Rheinischer Antiquarius, Abteilung III, Band 12 (1866) in der Google-Buchsuche

- Die Stadt Bonn 
- Rheinischer Antiquarius, Abteilung III, Band 13 (1867) in der Google-Buchsuche
- Rheinischer Antiquarius, Abteilung III, Band 14 (1869) in der Google-Buchsuche

4. Abth.: Die Stadt Cöln
- Rheinischer Antiquarius, Abteilung IV, Band 1 (1863) in der Google-Buchsuche